# Defense Meteorological Satellite Program
DMSP è un programma militare americano che utilizza una Costellazione satellitare per l'acquisizione di dati ambientali per le previsioni meteo.

## Caratteristiche
Il DMSP provvede a fornire informazioni meteo di alta qualità. Utilizza sensori a linea di scansione per catturare immagini della copertura nuvolosa nella gamma del visibile e dell'infrarosso ed analizza le strutture nuvolose. È equipaggiato con videocamere e segnalatori acustici a microonde e una gamma di sensori che forniscono dati critici ambientali del mare, della terra e dello spazio. Il Block 5D-3 è stato aggiornato con dispositivi e sensori per effettuare missioni più lunghe e capienti. Attualmente 6 satelliti compiono orbite complete intorno all'intero pianeta 4 volte al giorno. Il satellite operativo più vecchio, il DMSP-13, ha subito un apparente corto circuito ed è esploso, creando una nube di rifiuti spaziali nel 2015. Il DMSP-19 è invece il più recente, lanciato nel 2014. Il veicolo ha subito successivamente un calo di potenza nei primi mesi del 2016, rendendolo incontrollabile. I suoi dati tuttavia rimarranno utilizzabili fino al decadimento orbitale. Il congresso degli Stati Uniti ha cancellato il programma prima della messa in orbita dell'ultimo satellite, il DMSP-20. Quest'ultimo è attualmente in mostra permanente presso la Los Angeles Space Force Base, California. La rete viene gestita dal 1st Detachment, Space Delta 2, Suitland, Maryland, United States Space Force, mentre le informazioni vengono elaborate dagli operatori del NOAA.

## Sistemi Esistenti
- Block 5D-2. Lanciati tra il 1982 e il 1997. Uno attivo (DMSP-14).
- Block 5D-3. 5 Attivi (DMSP-15,-16,-17,-18,-19)